# 맥 (바둑)
맥 또는 맥점은 '맥이 되는 착점'으로, 사활 또는 수습을 위한 결정적 변화의 실마리가 되는 자리다. 앞을 내다본 가장 효과적인 수 또는 수단의 실마리가 되는 수이며 세력을 전개하는 과정에서 가장 중요한 하나의 지점이나 요처이다. 쉽게 말하면, 세력을 펴는 과정에서의 매우 중요한 키포인트이자 '가장 능률적인 착점'이다. 자기에게 크게 이롭고 상대에게는 해가 되는 '일석이조'의 수이며 일반적으로 자신과 상대방의 사활을 결정하며 이득을 챙기는 곳이다. 참고로, 연결의 맥이라는 용어도 있다.
끝내기에서 주로 나타나며, 맥이 보인다면 꽤 상수라고 할 수도 있다. 또한, 바둑에서 자주 쓰이는 용어이다.